# Helene Stähelin
Helene Stähelin (Wintersingen, 18 de juliol 1891 – Basilea, 30 de desembre de 1970) va ser una matemàtica suïssa, mestra, i activista de pau. Entre 1948 i 1967, va ser la presidenta de la secció suïssa de la Lliga Internacional de Dones per la Pau i la Llibertat, així com representant de l'organització en el Consell de Pau suís.

## Primers anys i recerca científica
Helene Stähelin fou una dels dotze fills del pastor protestant Gustav Stähelin (1858-1934) i la seva dona Luise. El 1894, la família es va traslladar de Wintersingen a Allschwil. Stähelin va assistir a la Töchterschule de Basilea i a les universitats de Basilea i Göttingen. El 1922, fou contractada per ser professora de matemàtiques i ciències naturals al Töchterinstitut de Ftan i va obtenir el seu doctorat per la Universitat de Basilea el 1924 gràcies a l'assessorament de Hans Mohrmann i Otto Spiess. El 1926, va passar a ser membre de la Societat suïssa de matemàtiques i uns anys més tard, entre 1934 i 1956, va treballar com a professora a l'escola secundària protestant de Zug. Després de jubilar-se va tornar a Basilea, des d'on va ajudar Otto Spiess en l'edició de les cartes de la família Bernoulli durant diversos anys.

## Activisme polític
De fortes conviccions pacifistes, Helene Stähelin va implicar-se en la Lliga Internacional de Dones per la Pau i la Llibertat i en la lluita contra aquells que utilitzaven la ciència per dissenyar i construir armes de guerra. Durant el seu mandat com a presidenta de la secció suïssa de la Lliga Internacional de Dones per la Pau i la Llibertat, entre els anys 1947 i 1967, els assumptes principals eren l'Organització de Nacions Unides, les armes nuclears, i la Guerra del Vietnam. Degut al seu activisme per la pau, va ser vigilada i perseguida per les autoritats suïsses a mitjans de 1950. La seva fitxa personal dels arxius de la policia suïssa es va mantenir en secret fins al 1986. Stähelin també es va involucrar en l'activisme pel dret al sufragi de les dones a Suïssa, encara que va morir abans que aquest fos una realitat.